# Lejeunea multidentata
Lejeunea multidentata là một loài Rêu trong họ Lejeuneaceae. Loài này được Reiner, Maria Elena & Mustelier mô tả khoa học đầu tiên năm 2004.